# 欧州連合衛星センター
欧州連合衛星センター（おうしゅうれんごうえいせいセンター、英語：European Union Satellite Centre、略称：EUSC）は、欧州連合の専門機関のひとつ。2002年に設立され、スペインのトレホン・デ・アルドス空軍基地内に所在している衛星画像から情報を収集する欧州連合理事会の組織。
西欧同盟から欧州連合への移行に伴い、EUSCは2002年に「西欧同盟衛星センター」（Western Union Satellite Centre）に代わるものとして設立され、共通外交・安全保障政策に対してより特化された。
センターはスペインのトレホン・デ・アルドスに置かれている。EUSCと協定を結ぶ他国もセンターのリソースを使用することが出来る。
日々の運用は自動で行われるものの、運用に関しての責任者は共通外交・安全保障政策の上級代表（現キャサリン・アシュトン）となっている。